# Stigsnæs Gulfhavn Olie Terminal
Stigsnæs Gulfhavn Olie Terminal er en oliehavn og en olieterminal der ligger på Stigsnæs. Havnen ved olieterminalen er 15 meter dyb, og er sammen med Stigsnæsværkets Havn, som er 18 meter dyb, en af Danmarks dybeste havne. Den ligger ved det tidligere olieraffinaderi på Stigsnæs som lukkede i 1997. 
I dag benyttes havnen til udskibning af olie, som bl.a. bruges til at fremstille jetfuel, diesel, biodiesel, fuelolie og vakuum gasolie. Olieraffinaderiets anlæg består af to oliepierer ved havnen, samt et overjordisk tankanlæg og et lukket overjordisk rørsystem. Olieprodukterne losses fra skibe til lagertankene via et rørsystem ved de to pierer, på samme måde føres olien fra lagertankene ud i rørene, og ned til de store olietankere ved havnen. 
Tankene var nogle af de bygninger der fik lov til at blive stående efter lukning og nedrivning af det gamle nedlagte olieraffinaderi, hvor skorstene blev væltet i 2001.